# L'Adula
L'Adula fu un periodico di cultura italiana e irredentista pubblicato nel canton Ticino dal 4 luglio 1912 al 3 agosto 1935 fondato e diretto da Teresina Bontempi.

## Caratteristiche
Il nome della testata, "Adula", si riferisce al monte omonimo (Rheinwaldhorn in lingua tedesca) che separa la Svizzera italiana dalla Svizzera tedesca.
Promotore del periodico fu il glottologo Carlo Salvioni, fondato e redatto da Teresa Bontempi e da Rosetta Colombi.
Dapprima il periodico condusse una battaglia per affermare l'italianità storica, culturale e linguistica delle terre ticinesi contro le tendenze e influenze istituzionali dei cantoni di lingua tedesca. Sulle sue pagine scrissero Francesco Chiesa, lo storico Eligio Pometta, Carlo Salvioni e dall'Italia Giuseppe Prezzolini e Giovanni Papini.
Successivamente i toni del giornale si acuirono verso simpatie irredentiste e infine filofasciste. In questo periodo che iniziò intorno al 1920 scrissero su L'Adula Emilio Colombi, Nino Rezzonico, Dante Severin e Aurelio Garobbio.
I toni del periodico vennero accusati di estremismo e propaganda irredentistica e perciò venne più volte sospeso.
Infine nel 1935 le autorità della Confederazione chiusero il giornale e la direttrice, Teresina Bontempi, fu condannata con l'accusa di irredentismo ad alcuni mesi di prigione che scontò nel penitenziario di Lugano.